# Mi rebus

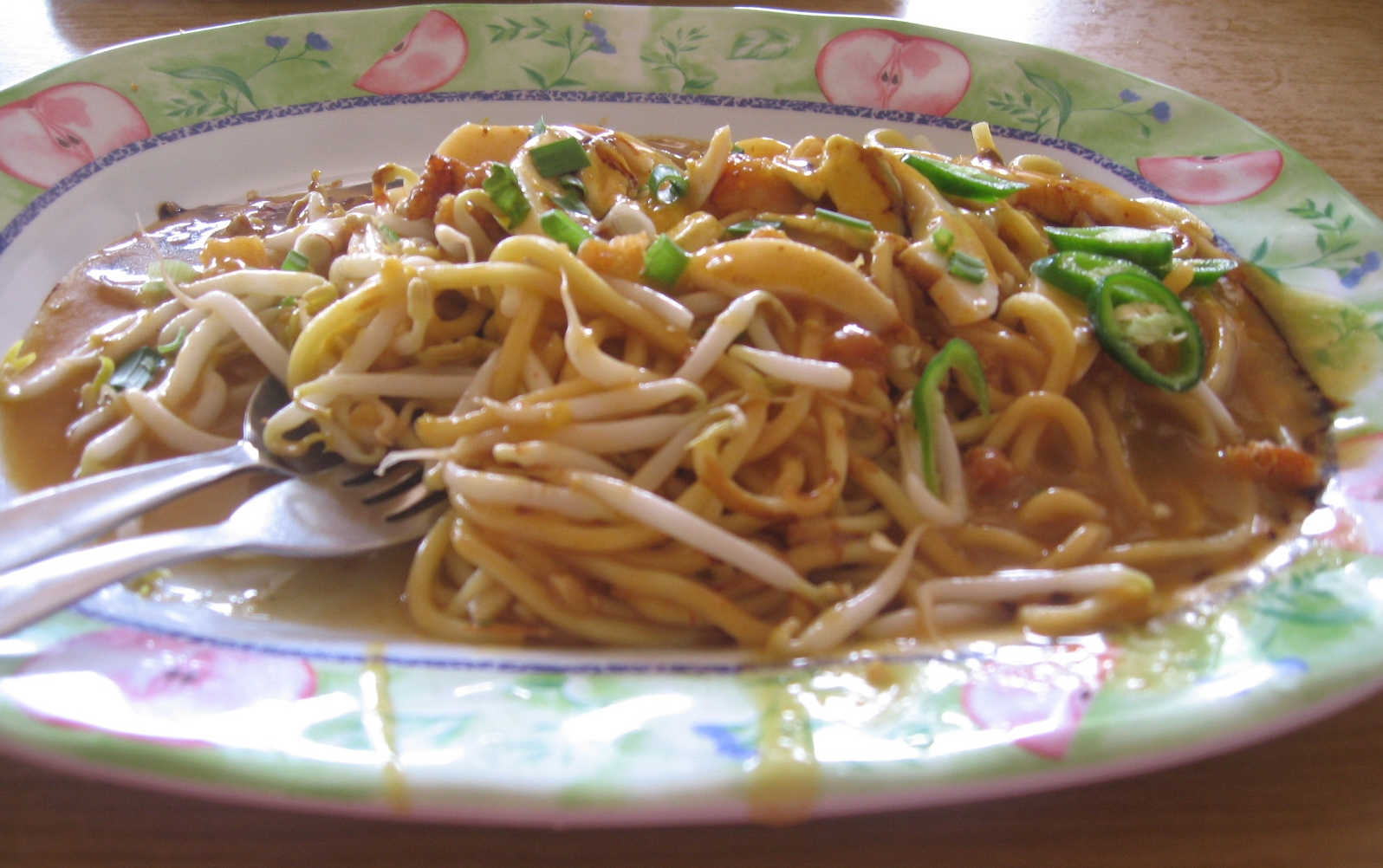
Mee rebus servi dans un kopi tiam de Malaisie.

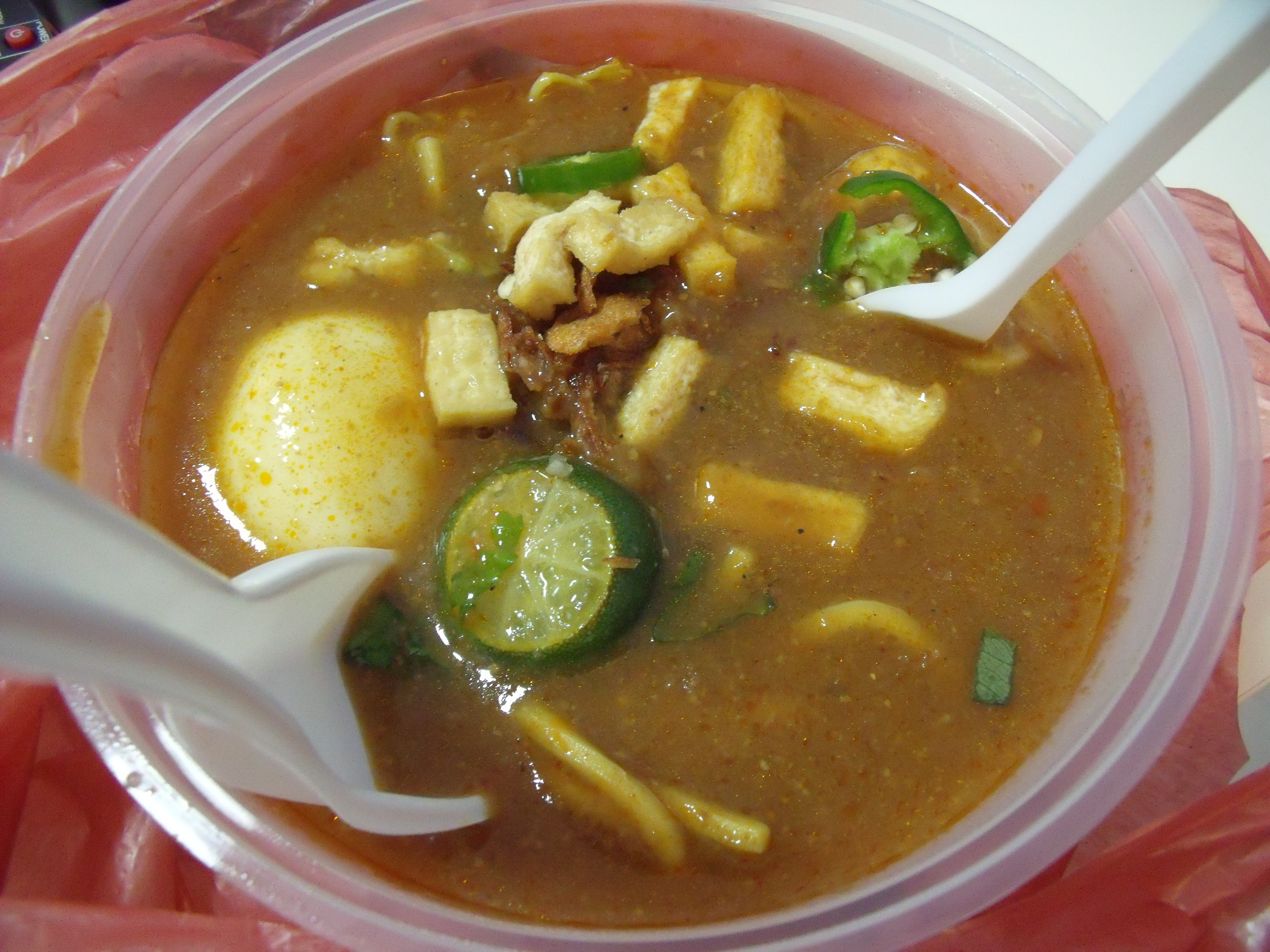
Mee rebus vendu à Bukit Batok (Singapour).

Mi rebus ou mee rebus (en Malaisie et à Singapour), (littéralement « nouilles bouillies ») est un plat de nouilles populaire en Indonésie, en Malaisie, et à Singapour.
Le bouillon est constitué de patate douce, de poudre de curry, d'eau, d'un peu de sucre, de graines de soja salées sautées, de crevettes séchées et d'arachides. Les pâtes jaunes aux œufs sont plongées dans ce bouillon, et on garnit le plat d'un œuf dur, de calamondin, de ciboule, de céleri chinois, de piments verts, de tofu frit (tau kwa), d'échalotes frites et de pousses de haricots mungo. Certaines variantes ajoutent du bœuf ou de la sauce soja.